# Nederland op de Paralympische Winterspelen 1998
Nederland is een van de landen die deelnam aan de Paralympische Winterspelen 1998 in het Japanse Nagano.

## Medailleoverzicht
| Sport      | Paralympiër          | Onderdeel                     | Medaille |
| ---------- | -------------------- | ----------------------------- | -------- |
| Biatlon    | Marjorie van de Bunt | 7,5 km Klasse LW2-4,6/8,9 (v) | Brons    |
| Langlaufen | Marjorie van de Bunt | 5 km vrij Klasse LW2-9 (v)    | Zilver   |

## Deelnemers en resultaten
(m) = mannen, (v) = vrouwen 

### Alpineskiën
| Paralympiër     | Onderdeel                   | Resultaat | Prestatie      |
| --------------- | --------------------------- | --------- | -------------- |
| Kjeld Punt      | Afdaling Klasse LW2 (m)     | 19de      | 1:18.83        |
| Kjeld Punt      | Reuzenslalon Klasse LW2 (m) | 14de      | 3:08.87        |
| Kjeld Punt      | Slalom Klasse LW2 (m)       | 14de      | 2:08.15        |
| Kjeld Punt      | Super-G Klasse LW2 (m)      | 22ste     | 1:35.90        |
| Martijn Wijsman | Afdaling Klasse LW2 (m)     | 10de      | 1:14.49        |
| Martijn Wijsman | Reuzenslalon Klasse LW2 (m) | 7de       | 2:57.85        |
| Martijn Wijsman | Slalom Klasse LW2 (m)       | 11de      | 2:05.85        |
| Martijn Wijsman | Super-G Klasse LW2 (m)      | DNF       | Niet gefinisht |

### Biatlon
| Paralympiër          | Onderdeel                     | Resultaat | Prestatie      |
| -------------------- | ----------------------------- | --------- | -------------- |
| Marjorie van de Bunt | 7,5 km Klasse LW2-4,6/8,9 (v) | Brons     | 36:16.5 Pen.:2 |

### Langlaufen
| Paralympiër          | Onderdeel                  | Resultaat | Prestatie |
| -------------------- | -------------------------- | --------- | --------- |
| Marjorie van de Bunt | 5 km vrij Klasse LW2-9 (v) | Zilver    | 16:27.4   |

Armenië · 
Australië · 
Bulgarije · 
Canada · 
Denemarken · 
Duitsland · 
Estland · 
Finland · 
Frankrijk · 
Groot-Brittannië · 
Iran · 
Italië · 
Japan · 
Kazachstan · 
Korea · 
Nederland · 
Nieuw-Zeeland · 
Noorwegen · 
Oekraïne · 
Oostenrijk · 
Polen · 
Rusland · 
Slovenië · 
Slowakije · 
Spanje · 
Tsjechië · 
Verenigde Staten · 
Wit-Rusland · 
Zuid-Afrika · 
Zweden · 
Zwitserland